# Bridget Regan
Pour les articles homonymes, voir Regan.
Bridget Regan est une actrice américaine, née le 3 février 1982 à San Diego (Californie).
Elle est connue pour avoir joué le rôle de l'inquisitrice Kahlan Amnell dans la série télévisée fantastique d'aventures Legend of the Seeker : L'Épée de vérité (2008-2010), puis poursuit sa prestation remarquée lors de la cinquième saison de la série FBI : Duo très spécial (2013-2014), dans la série comique Jane the Virgin (2014-2019), la série d'action Agent Carter (2015-2016), la série post-apocalyptique The Last Ship (2016-2018) et la série Batwoman en 2022.

## Biographie

### Enfance et formation
Elle a des origines irlandaises et allemandes et a grandi dans la religion catholique. Elle est diplômée de l'université des arts de Caroline du Nord, de la même promotion que les actrices Trieste Kelly Dunn et Anna Camp. Elle a été l'une des élèves de Gerald Freedman. Elle a fréquenté l'école secondaire San Dieguito Academy.
Elle se passionne, dès son plus jeune âge, pour le métier d'actrice et elle se produit rapidement dans des pièces ou comédies musicales comme Le Magicien d'Oz, Annie et Joseph and the Amazing Technicolor Dreamcoat, au théâtre Le Paloma à Encinitas, en Californie.
Elle déménage à New York pour se consacrer à sa carrière.

### Carrière

#### Débuts
Elle entame sa carrière, à la télévision, en 2006, en jouant dans la série policière New York, section criminelle et en faisant de la figuration dans la série tragicomique Love Monkey. Ces débuts face à la caméra lui permettent de décrocher un premier rôle récurrent dans la série The Black Donnellys. Elle essuie quelques revers avec les annulations de plusieurs pilotes, non retenus par les chaînes, comme pour The Wedding Album (2006) ou encore Supreme Courtships (2007) où Bridget Regan aurait exploré les coulisses de la Cour suprême aux côtés de Shane West,.
En 2008, après plusieurs rôles au théâtre (dont Broadway), des rôles mineurs au cinéma et des apparitions dans d'autre séries télévisées, elle décroche le rôle de l'inquisitrice Kahlan Amnell, l'un des personnages principaux de la série fantastique d'aventures Legend of the Seeker : L'Épée de vérité, créée par Sam Raimi et adaptée du roman de Terry Goodkind. La série s'achève au bout de deux saisons mais marque un tournant dans la carrière de l'actrice. En effet, celle-ci quitte son pays natal et s'installe en Nouvelle-Zélande pour les besoins du tournage, où elle rencontre son futur époux et père de sa fille, l'assistant réalisateur Eamon O'Sullivan.
Elle apparaît ensuite dans des séries avec de bonnes audiences et augmente sa visibilité grâce à NCIS : Los Angeles, Person of Interest, Perception…

#### Rôles réguliers et révélation télévisuelle

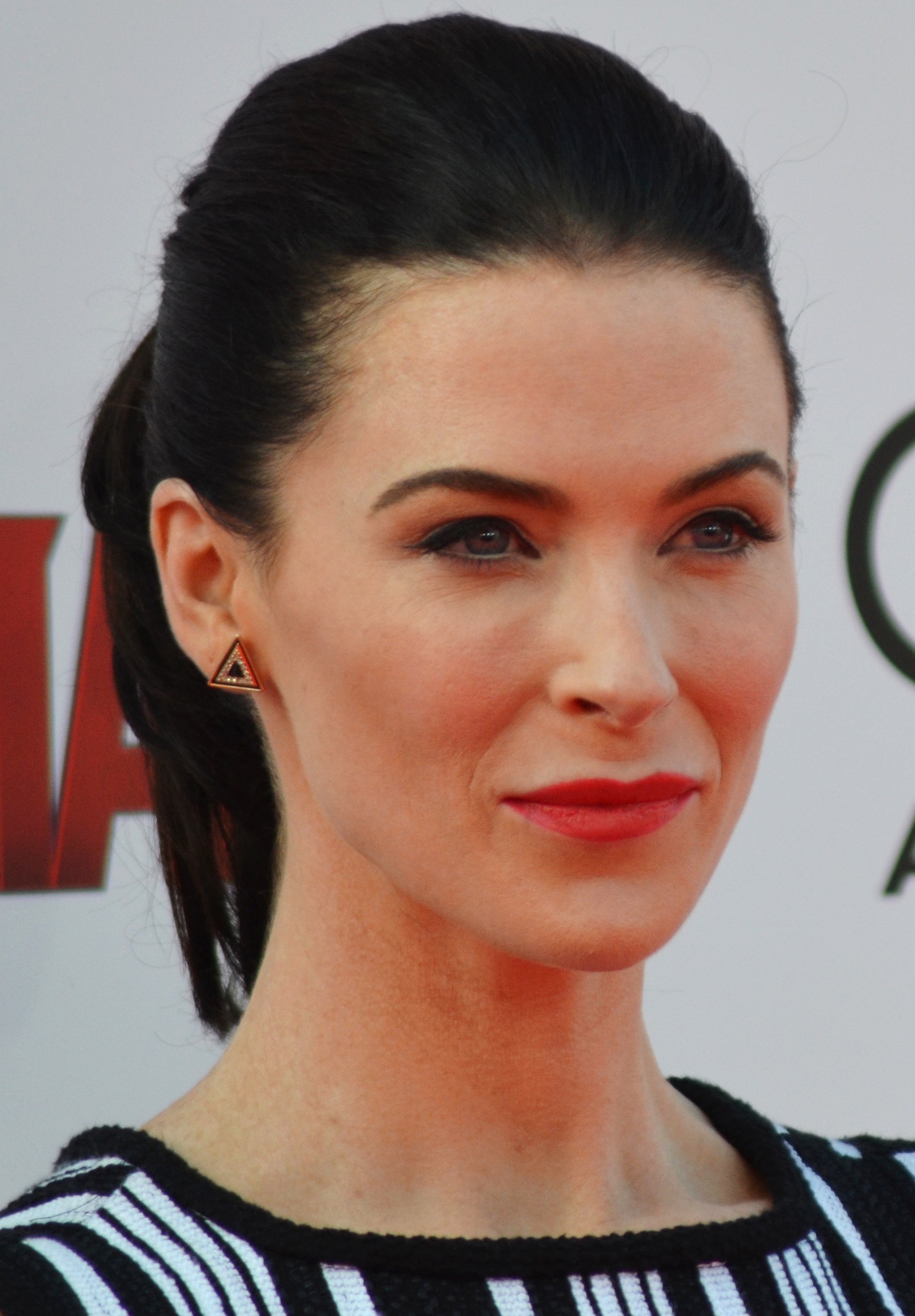
Bridget Regan, lors de l'avant-première hollywoodienne du film Ant-Man, en 2015.

En 2013, elle obtient le rôle d'Alex Salter, l'ex fiancée de Vincent Keller, lors d'un arc de quatre épisodes dans la série Beauty and the Beast. En juin de la même année, elle obtient un rôle récurrent dans la série FBI : Duo très spécial (White Collar) lors de la cinquième saison face à Matthew Bomer.
En 2014, Bridget a obtenu un rôle principal dans la série comique et romantique, Jane the Virgin ainsi qu'un rôle récurrent dans la série télévisée d'action et de super-héros, Marvel's Agent Carter. Cette double exposition lui permet de poursuivre son ascension cinématographique. En effet, elle participe au film d'action John Wick avec, notamment, Keanu Reeves et Willem Dafoe.
Les deux séries sont accueillis positivement, la première est notamment récompensée à de multiples reprises, mais la seconde est rapidement annulée. En effet, malgré un plébiscite de la part des critiques, la série, mettant en scène le personnage de Peggy Carter et faisant partie de l'univers cinématographique Marvel, réalise des audiences décevantes qui l'empêcheront de bénéficier d'une troisième saison.
En 2015, elle tient le rôle principal du téléfilm Un Noël magique, au côté de Victor Webster et fait également partie de la distribution principale du téléfilm comique The Leisure Class avec notamment Brenda Strong, Bruce Davison et Scottie Thompson.

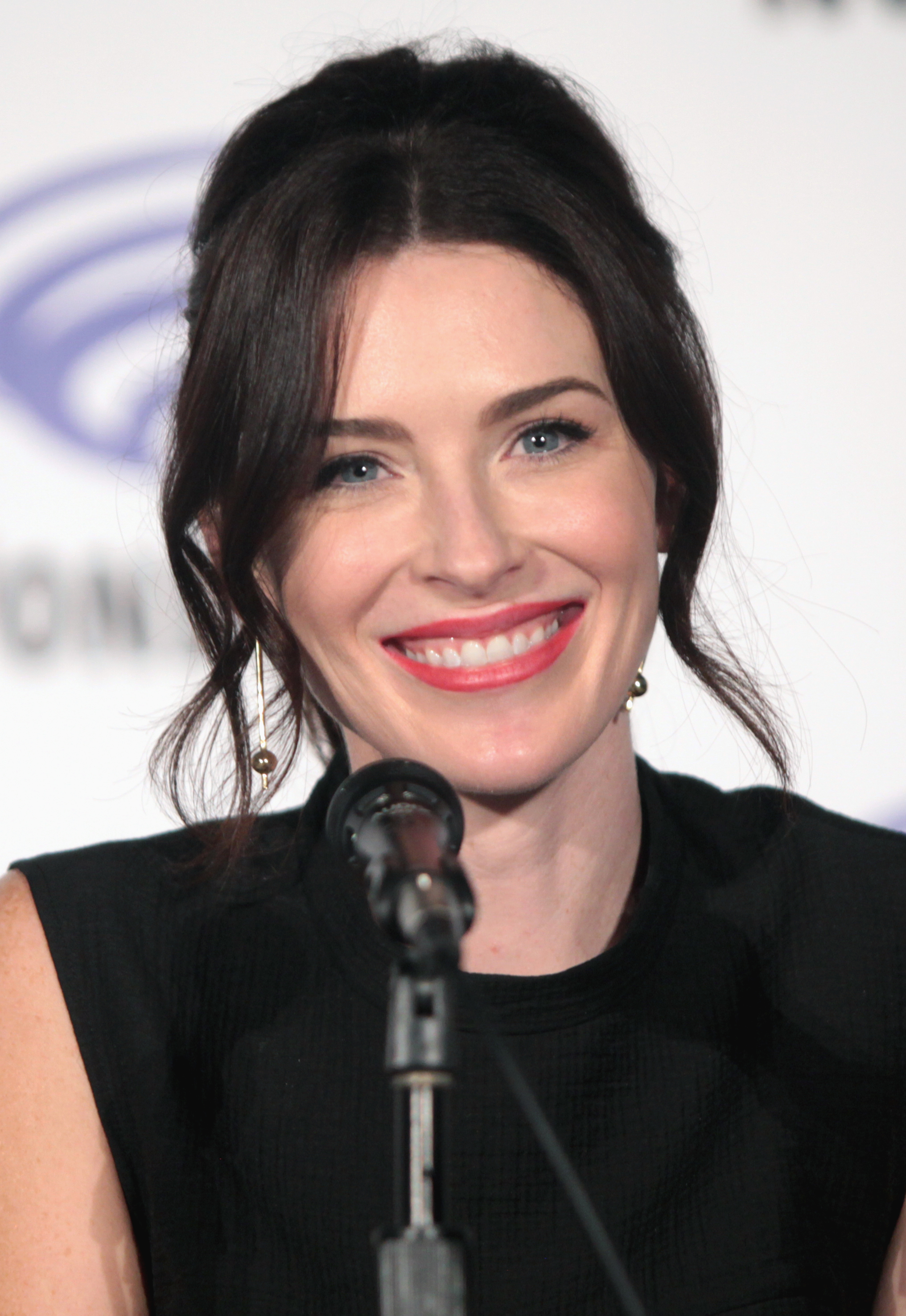
Bridget Regan au WonderCon 2016, à Los Angeles, pour la série télévisée The Last Ship.

En 2016, elle participe à un épisode de la treizième saison de la série drama-médical à succès Grey's Anatomy, en incarnant le rôle de la sœur d'Owen Hunt.
En 2017, elle était supposée reprendre son rôle dans la quatorzième saison de Grey's Anatomy mais elle est obligée de refuser ayant un emploi du temps incompatible et se fait remplacer par l'actrice Abigail Spencer. En effet, elle a signé pour intégrer la distribution principale de la série télévisée post-apocalyptique The Last Ship qui rencontre le succès, succédant à Rhona Mitra en tant que premier rôle féminin. Elle est alors, depuis, considérée comme une actrice caméléon, capable de s'adapter à tous les univers.
Côté cinéma, elle est à l'affiche du thriller de science fiction Enlèvement, aux côtés d'autres acteurs de télévision, comme Milo Ventimiglia et Amanda Schull. En fin de la même année, elle renoue avec l'unitaire autour du thème de Noël, sous la direction de Mel Damski, pour le téléfilm Un Noël traditionnel, dans lequel elle occupe le rôle principal secondée de l'acteur Travis Van Winkle.
En 2018, elle voit l'arrêt des séries télévisées Jane the Virgin et The Last Ship,, au bout de cinq saisons.
En 2019, elle joue dans un épisode de la série d'action MacGyver. Puis, elle obtient l'un des premiers rôles de la série Paradise Lost (en) aux côtés de Josh Hartnett,. Produit par Paramount, l'épisode pilote est réalisé par John Lee Hancock,.
En 2021, Regan est choisie pour interpréter Pamela Isley / Poison Ivy dans la troisième saison de Batwoman.

### Vie privée
Depuis le 15 août 2010, elle est mariée à Eamon O'Sullivan, qu'elle a rencontré en Nouvelle-Zélande lors du tournage de la série Legend of the Seeker : L'Épée de vérité, où il était assistant réalisateur,. Le couple a une fille prénommée Frankie Jean O'Sullivan,, née le 27 décembre 2010 et un garçon prénommé Bernard « Barney » Moon O'Sullivan, né le 28 février 2018.

## Filmographie

### Cinéma

#### Longs métrages
- 2007 : Les Babysitters (The Babysitters) de David Ross : Tina Tuchman
- 2008 : Sex and the City, le film de Michael Patrick King : l'hôtesse
- 2010 : The Best and the Brightest (en) de Josh Shelov : Robin
- 2014 : John Wick de David Leitch et Chad Stahelski : Addy
- 2017 : Enlèvement (Devil's Gate) de Clay Staub : Maria Pritchard

Prochainement
- 2025 : Sarah's Oil (en) de Cyrus Nowrasteh : Kate Barnard[1] (en postproduction[1])
- 2025 : The Drawing de Jay Salahi : Gabrielle[1] (en préproduction[1])

#### Courts métrages
- 2006 : Blinders de Sven Kamm : Vivian

Prochainement
- 2025 : Savage de Josh Bowman : Manon Savage[1] (en préproduction[1])

### Télévision

#### Téléfilms
- 2007 : Supreme Courtships de Ian Toynton : Holly
- 2011 : Sous surveillance (Hide) de John Gray : Annabelle Granger
- 2013 : Murder in Manhattan de Cherie Nowlan : Lex Sutton
- 2015 : The Leisure Class (en) de Jason Mann : Fiona
- 2015 : Un Noël magique (Magic Stocking) de David Winning : Lindsey Monroe
- 2017 : Un Noël traditionnel (Christmas Getaway) de Mel Damski : Emory Blake

#### Séries télévisées
- 2006 : The Wedding Album (en) d'Andy Tennant : Kate (pilote de série annulée)
- 2006 : Love Monkey : une femme (saison 1, épisode 1)
- 2006-2007 : New York, section criminelle (Law and Order: Criminal Intent) : l'assistante du procureur Claudia Shankly (2 épisodes)
- 2007 : The Black Donnellys : Trish Hughes (4 épisodes)
- 2007 : Six Degrees : Diana Foss (saison 1, épisode 13)
- 2007 : American Experience : Angelica Shippen (série documentaire - saison 19, épisode 15)
- 2008 : New Amsterdam : Daphne Tucker (saison 1, épisode 5)
- 2008 : The Verdict de Mark Piznarski : une actrice (pilote de série annulée)
- 2008-2010 : Legend of the Seeker : L'Épée de vérité (Legend of the Seeker) : l'inquisitrice Kahlan Amnell (44 épisodes)
- 2011 : NCIS : Los Angeles (NCIS: Los Angeles) : Elizabeth Smith (saison 3, épisode 2)
- 2011 : Person of Interest : Wendy McNally (saison 1, épisode 10)
- 2012 : Perception : Victoria Ryland (saison 1, épisodes 9 et 10)
- 2012 : The Frontier de Thomas Schlamme : Hannah Strong (pilote de série annulée)
- 2013 : Beauty and the Beast : Alex Salter, l'ex-fiancée de Vincent Keller (4 épisodes)
- 2013-2014 : FBI : Duo très spécial (White Collar) : Rebecca Lowe / Rachel Turner (10 épisodes)
- 2013 : Sons of Anarchy : l'escort girl (saison 6, épisode 1)
- 2014-2019 : Jane the Virgin : Rose Solano (32 épisodes)
- 2015-2016 : Agent Carter : Dorothy « Dottie » Underwood (10 épisodes)
- 2015 : The Good Wife : Madeline Smulders (saison 7, épisode 1)
- 2016 : Grey's Anatomy : Megan Hunt (saison 13, épisode 8)
- 2016-2018 : The Last Ship : Sasha Cooper (33 épisodes)
- 2017-2018 : Strangers (en) : Ana (2 épisodes)
- 2019 : MacGyver : Charlotte Cole (saison 3, épisode 12)
- 2020 : Paradise Lost (en) : Frances Forsythe (10 épisodes)
- 2020-2021 : Quarantine, I Love You : Rachel (2 épisodes)
- 2022 : Batwoman : Pamela Isley / Poison Ivy (3 épisodes)
- 2022 : Listening In : Susan (série de podcast, 5 épisodes)
- 2022-2023 : The Winchesters : Rockin' Roxy (4 épisodes)
- 2022-2024 : The Rookie : Le Flic de Los Angeles (The Rookie) : Monica Stevens (12 épisodes)
- 2023 : Ces liens qui nous unissent (The Company You Keep) : Tina (saison 1, épisode 1)
- 2025 : 9-1-1 : Moïra Blake (saison 8, épisodes 14 et 15)

### Jeu vidéo
- 2023 : Truth : Autumn (voix originale)

## Voix francophones
En France, Valérie Siclay et Anne Massoteau sont les voix régulières de Bridget Regan,. En parallèle, Flora Brunier l'a également doublée à trois reprises.